# 犬養ヒロ
犬養 ヒロ（いぬかい ヒロ）は、日本の漫画家、イラストレーター。
2021年9月、竹書房の創立50周年を記念して、単行本化されていない『本当にあった愉快な話』、『本当にあった愉快な話芸能ズキュン!』、『すくすくパラダイスぷらす』で連載された作品を電子版限定で発売するプロジェクトが行われ、その第1弾として犬養の『ちょっと霊にとり憑かれました』がラインナップされている。

## 作品リスト

### 連載
- ちょっと霊にとり憑かれました（『本当にあった愉快な話』連載）
- カラス飼っちゃいました（『本当にあった笑える話』連載）
- アウトな人たちDX（『本当にあった笑える話』連載）

### アンソロジー
- 恐怖の食べづわり（『しあわせ出産!』収録、2009年11月30日発売[3]、秋田書店）

### その他
- 夏バテを吹っ飛ばせ！グルメ・ショート集「食生活美人計画」（『Eleganceイブ』2008年9月号[4]）
- 犬養ヒロの超簡単ズボラめし（『an・anweb』連載）
- めっけもんハンター（『an・anweb』連載）

### 書籍

#### 単著
- 『あにまるまにあ』イースト・プレス、2010年2月19日発売、ISBN 978-4781602677
- 『カラス飼っちゃいました』ぶんか社、2014年9月16日発売[5]、ISBN 978-4-8211-4391-7

#### 共著・イラスト
- 『酔った食った！沖縄裏道NOW！』双葉社〈単行本〉、共著：はるやまひろぶみ、猫拾ブミ、2007年5月発売、ISBN 978-4-575-29973-1
  - 『酔った食った！沖縄裏道NOW！』双葉社〈双葉文庫〉、共著：はるやまひろぶみ、猫拾ブミ、2011年4月13日発売、ISBN 978-4-575-71375-6
- 『今がお金の貯め時です！ ちゃっかりしっかり節約術』マガジンハウス、文：丸山晴美、2012年6月14日発売、ISBN 978-4-8387-2443-7 - マンガ担当
- 『マンガ鍼灸臨床インシデント 覚えておきたい事故防止の知識』医道の日本社、著：山下仁、2012年11月発売、ISBN 978-4-7529-1134-0 - イラスト担当
  - 『増補改訂版 マンガ 鍼灸臨床インシデント 覚えておきたい事故防止の知識』医道の日本社、著：山下仁、2017年8月19日発売、ISBN 978-4-7529-1155-5 - イラスト担当
- 『獣医さんだけが知っている 動物園のヒミツ 人気者のホンネ』日東書院本社、監修：北澤功、2016年2月16日発売、ISBN 978-4-528-02077-1 - 画担当、台湾語版も刊行されている
- 『劇場版NHKダーウィンが来た！なぜ？なに？動物図鑑』宝島社、著：NHK「ダーウィンが来た！」制作班、2019年1月10日発売[6]、ISBN 978-4-8002-9055-7 - 漫画担当
- 『獣医さんが教える動物園のないしょ話』ぶんか社、原案：北澤功、2019年11月8日発売[7]、ISBN 978-4-8211-4530-0
- 『マンガとエビデンスでわかるプラセボ効果』メディカ出版〈単行本〉、原案・解説：山下仁、医学監修：児玉和彦、2021年7月19日発売、ISBN 978-4-8404-7579-2 - マンガ担当